# Monture M39
Pour les articles homonymes, voir M39.
La monture M39 est une monture d'objectif vissé développée par le fabricant allemand Leica. Elle fait référence à un type de couplage d'objectifs à un appareil photographique télémétrique ou compact de format 35 mm. Leica a introduit la monture M39 pour ses boitiers Leica Ic standardisé (à partir de 1930) à Leica IIIg. La monture M39 est généralement connue sous le nom de monture "Leica vissé" (Leica Thread Mount (LTM) ou Leica Screw Mount (LSM) en anglais).
La monture M39 est couramment utilisée sur les agrandisseurs.
Aujourd'hui des optiques à monture M39 sont toujours en production chez Voigtländer.
Les objectifs M39 ne peuvent pas être utilisés sur des réflex mono-objectif du fait du tirage trop court de la monture M39. Il est toutefois possible de les adapter sur des appareils hybrides par des bagues d'adaptation.

## Spécifications
- Dénomination officielle : M39 x 1/26"
- Diamètre : 39 mm
- Pas de vis : 1/26 pouce (0,98 mm)
- Tirage mécanique : 28,8 mm

## Optiques soviétiques
Les appareils soviétiques utilisant le M39 ont été produits jusqu'à la fin du bloc communiste. De nombreuses optiques étaient des copies de créations Carl Zeiss Jena mais il y a eu bon nombre de designs "maison" comme le très spécial Russar 20 mm 1:5,6.
La monture soviétique M39 x 1 (métrique) a également un diamètre de 39 mm mais avec un pas de vis de 1 mm et n'est théoriquement pas compatible avec le M39 standard. Toutefois les tolérances d'usinage font que les deux centièmes de millimètre de différence de pas sont négligeables.
Malgré tout, la compatibilité reste limitée. Les optiques soviétiques sont basées sur le déplacement réel d'un objectif de focale 52,3 mm (standard Contax) contre 51,6 mm pour le standard Leica. La mise au point d'un objectif russe sur boitier Leica (et inversement), juste à l'infini devient de plus en plus décalée. C'est surtout visible sur les objectifs lumineux (Jupiter-3) et les téléobjectifs. Pour les autres, le décalage se retrouve masqué par la profondeur de champ.

## Une monture très variée
La vis M39 a été utilisée par de nombreux fabricants sans soucis de compatibilité, comme Braun pour ses Paxette qui a choisi un tirage de 44 mm pour mettre un obturateur central juste derrière la monture. Même Leica a utilisé le M39 pour ses Visoflex.
La plus grande confusion vient de l'usage du M39 par les premiers réflex Zenit. En effet, ils utilisaient des optiques au noms parfois identiques, comme l'Industar-50. La version pour télémétrique est plus longue (compensation du tirage) et dispose d'un couplage pour l'action du télémètre tandis que la version réflex est extrêmement compacte.

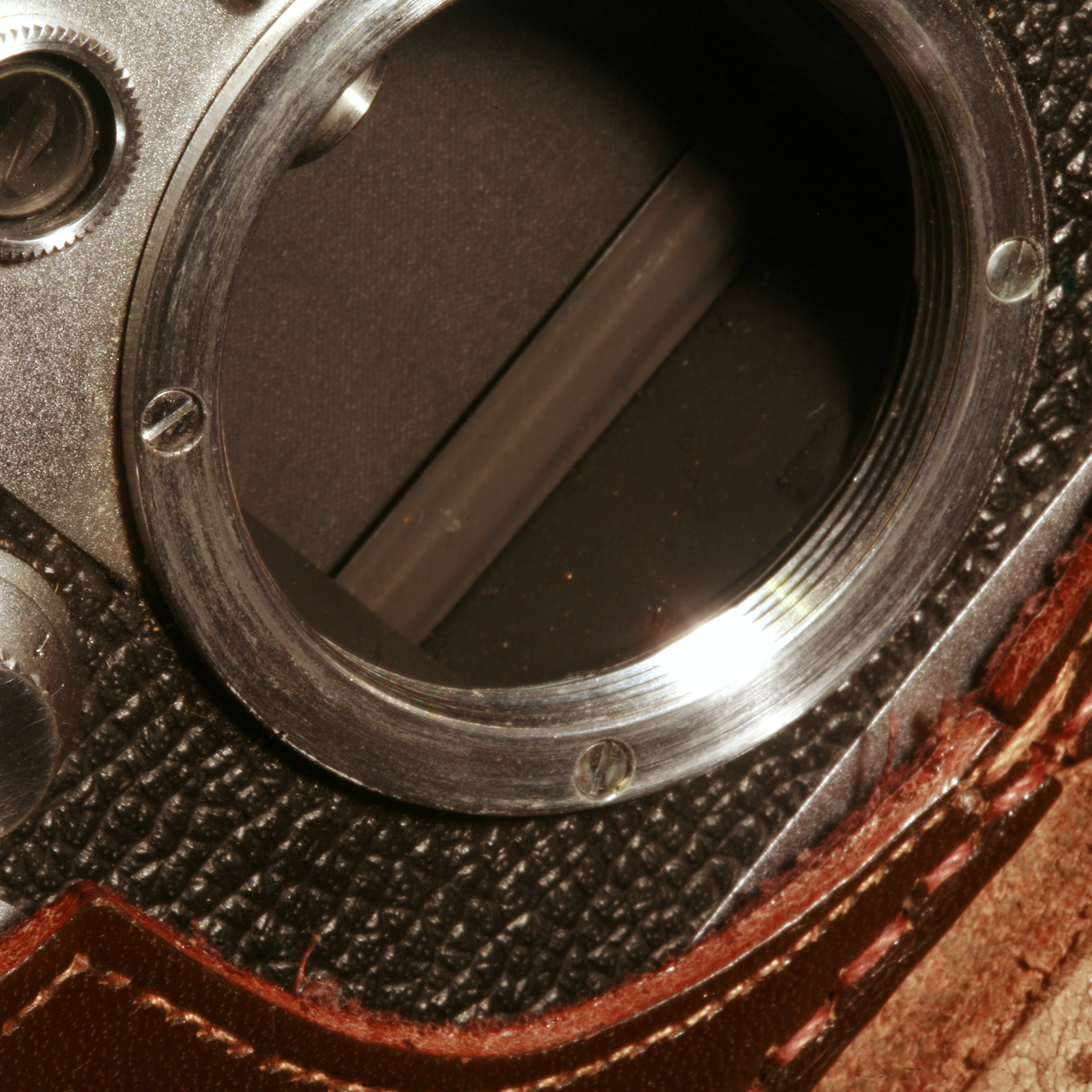
La monture M39 sur un boitier Leica IIIf
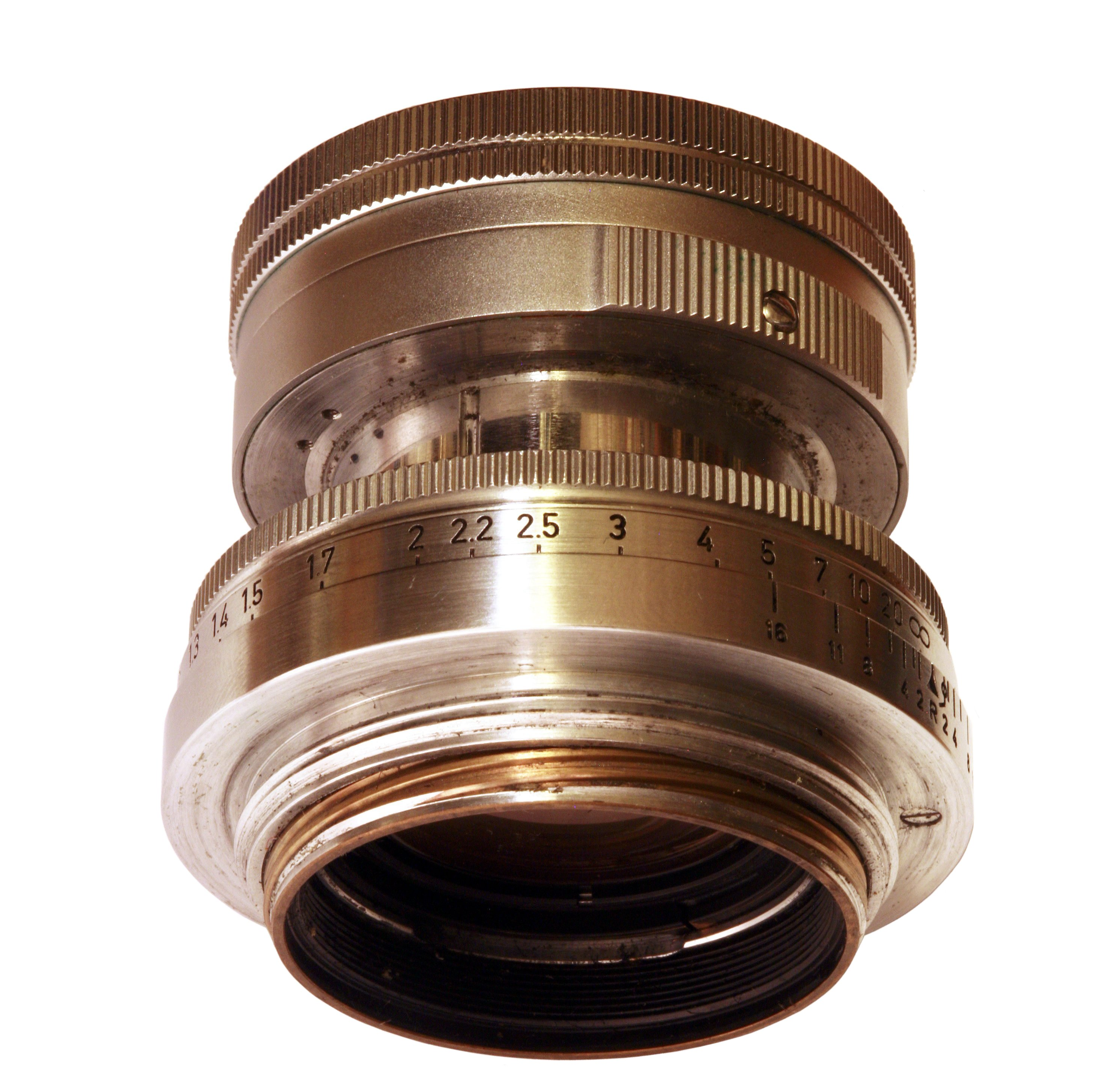
La monture M39 sur un objectif Leitz Summicron 50 mm

## Fabricants et marques d'objectifs à monture M39
| - Angénieux - Arco - Askania - Astro Berlin - Bausch & Lomb - Berthiot - Canon - Corfield - Cosina - Dallmeyer - Elionar - Enna - Fujinon - Galileo - Dr. Hensoldt - Industar - Isco - Jupiter - Kilfitt - Kobalux - Kodak - Komura - Konica - Koristka - Kristall - Leica - Leotax - Meyer - Minolta - Misuzu - MS Optical | - National Optical - Nikon - Pentax - Phenix - Ricoh - Rodenstock - Roeschlein - Ross - Schacht - Schneider Kreuznach - Soligor - Staeble - Steinheil - Sun - Tanaka - Taylor, Taylor & Hobson - Telesar - Tomioka - Topcor - Trixar - Voigtländer - Wega - Wollensak - Yashica - Yasuhara - Zeika - Carl Zeiss Jena - Zorki - Zuiho - Zuiko - Zunow |

## Fabricants de boitiers et exemples de modèles compatibles

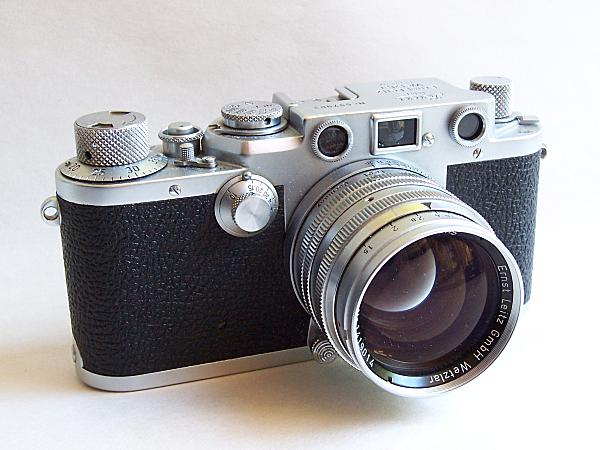
Le Leica IIIf à monture M39

- Canon 7
- Corfield Periflex
- FED
- Leica II et III
- Leningrad
- Leotax D IV
- Minolta 35
- Nicca 5L
- Voigtländer Bessa télémétriques
- Zorki